# Musa al-Koni
Musa Al-Koni (em árabe: موسى الكوني, Fezã) é um político e diplomata líbio, vice-presidente do Conselho Presidencial Líbio desde 15 de março de 2021.
Ele atuou como vice-primeiro-ministro do Governo do Acordo Nacional da Líbia de março de 2016 a 2 de janeiro de 2017. Ele representou Fezã, no sul da Líbia.
De 2005 até a época da Guerra Civil Líbia, ele serviu como cônsul geral da Líbia no Mali. Ele foi acusado pelo governo do Mali de tentar recrutar mercenários Tuaregues para lutar por Muammar al-Gaddafi.